# Rikissa Birgersdotter
Rikissa Birgersdotter de Suède connue également sous les noms de  Rixa, Richeza, Richilda et Regitze, (née c. 1237 – morte après 1288), est une reine de Norvège, épouse du corégent Haakon Haakonson, elle devient ensuite
princesse de Werle, comme épouse de Henri Ier de Mecklembourg-Werle-Güstrow.

## Origine et famille
Rikissa Birgersdotter est l'une des enfants aînés issus du mariage de Birger Magnusson de Bjelbo, le futur riksjarl et régent de Suède, et de  la princesse Ingeborg de Suède, sœur aînée et héritière du roi Erik XI de Suède.
La parenté de Rikissa est historiquement attestée contrairement à celle de ses sœurs cadettes putatives car elle porte le nom de sa grand-mère maternelle,  Richardis de Danemark, renommée en Suède Rikissa l'épouse du roi Erik X de Suède – La coutume scandinave
est de donner le noms des grand-mères aux filles de la famille, ainsi la fille première née est habituellement baptisée du nom de
grand-mère maternelle dont elle devient l'homonyme.
En 1250, son oncle le roi Erik XI meurt sans héritier et son frère le jeune Valdemar Birgersson devient roi du droit de sa mère
, et son père le  jarl Birger devient son régent. L'objectif politique du Jarl Birger est de maintenir la paix entre les trois royaumes scandinaves et de renforcer le pouvoir et l'influence de sa propre famille. De ce fait ses propres enfants sont désormais considérés 
de facto comme des princes et des princesses suédois du droit de leur mère et même du fait des propres ancêtres de Birger.

## Unions et postérité
En 1251, Rikissa épouse l'héritier du trône de Norvège, Håkon le Jeune (1232–1257), roi titulaire de Norvège et corégent de son père Haakon IV de Norvège. Haakon et Rikissa ont un fils Sverre, qui meurt jeune (1252–1261). Le roi Haakon précède son père d'une décennie, et c'est son frère cadet le futur Magnus VI de Norvège qui devient l'héritier présomptif.
En 1262, la reine douairière de Norvège épouse en secondes noces Henri Ier de Mecklembourg-Werle-Güstrow, (mort en 1291) et elle lui donne plusieurs enfants :
- Henri II de Mecklembourg-Werle (mort en 1308) ;
- Nicholas de Werle-Güstrow corégent (mort en 1298) ;
- Rixa de Werle (morte en 1312) épouse Albert II de Brunswick-Göttingen.

## Source
- (no) Terje Bratberg Rikitsa Birgersdatter.